# Nello
Nello  è un nome proprio di persona italiano maschile.

## Varianti
- Femminili: Nella[1][2]
  - Alterati: Nellina[1]

## Origine e diffusione
Rappresenta l'abbreviazione di nomi quali i maschili Aniello, Antonello, Beppinello, Brunello, Donatello, Lionello, Ornella e in generale di nomi che terminano in -nello e, per il femminile, in -nella.

## Onomastico
L'onomastico si festeggia lo stesso giorno del nome da cui deriva.

## Persone

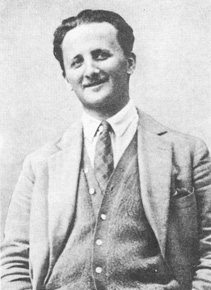
Nello Rosselli

- Nello Ajello, giornalista e saggista italiano
- Nello Ciaccheri, ciclista su strada italiano
- Nello Governato, calciatore, giornalista e dirigente sportivo italiano
- Nello Guidotti, cestista italiano
- Nello Musumeci, politico italiano
- Nello Pagani, pilota motociclistico e pilota automobilistico italiano
- Nello Pini, designer, ebanista e imprenditore italiano
- Nello Rosselli, storico, giornalista e antifascista italiano
- Nello Saltutti, calciatore e allenatore di calcio italiano
- Nello Santin, calciatore e allenatore di calcio italiano

### Variante femminile Nella

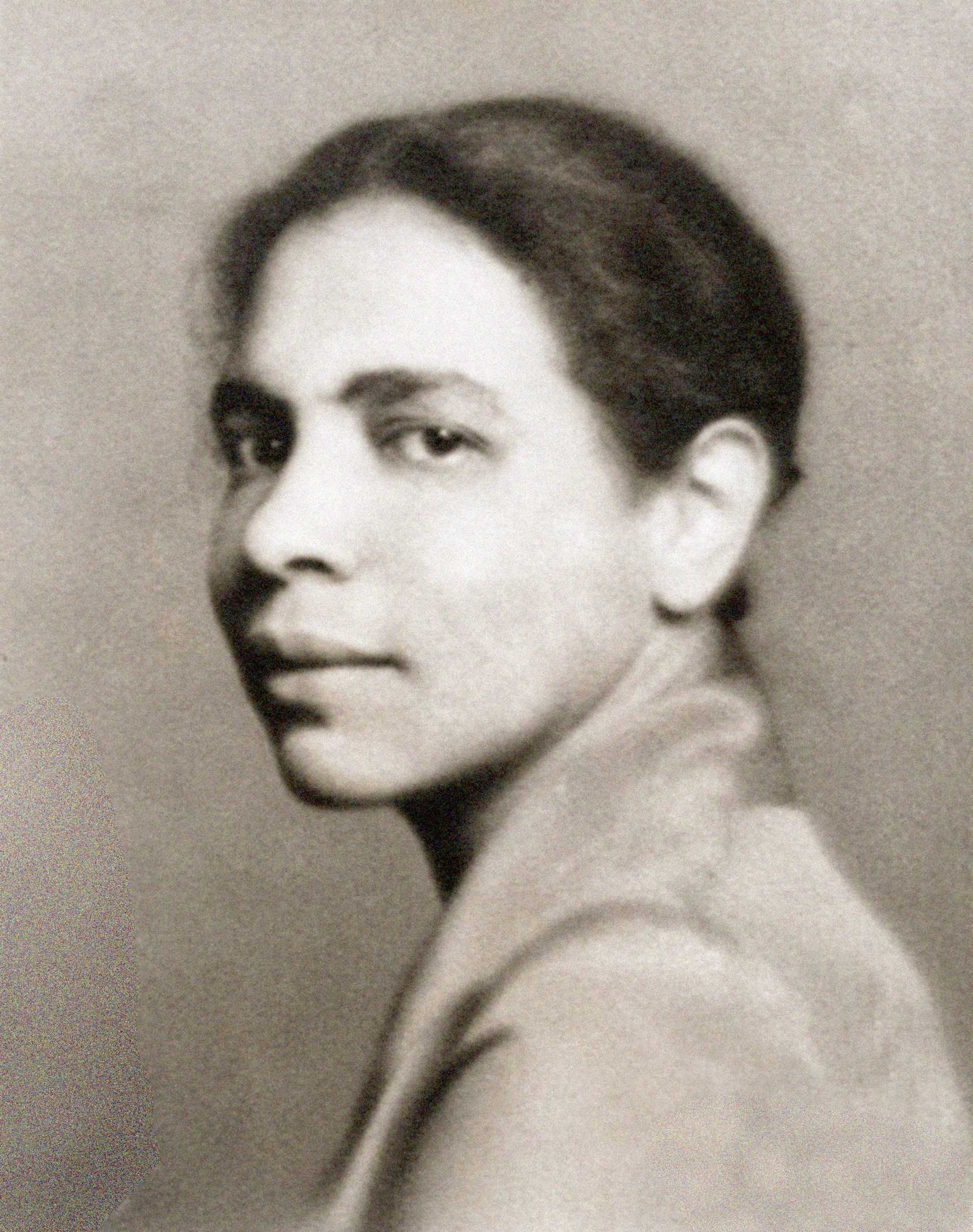
Nella Larsen

- Nella Alverà, giocatrice di curling italiana
- Nella Anfuso, cantante italiana
- Nella Bellero, cantante italiana
- Nella Maria Bonora, attrice e doppiatrice italiana
- Nella Colombo, cantante italiana
- Nella Larsen, scrittrice statunitense
- Nella Martinetti, cantante, musicista e attrice svizzera